# BAFTA de melhor atriz em cinema

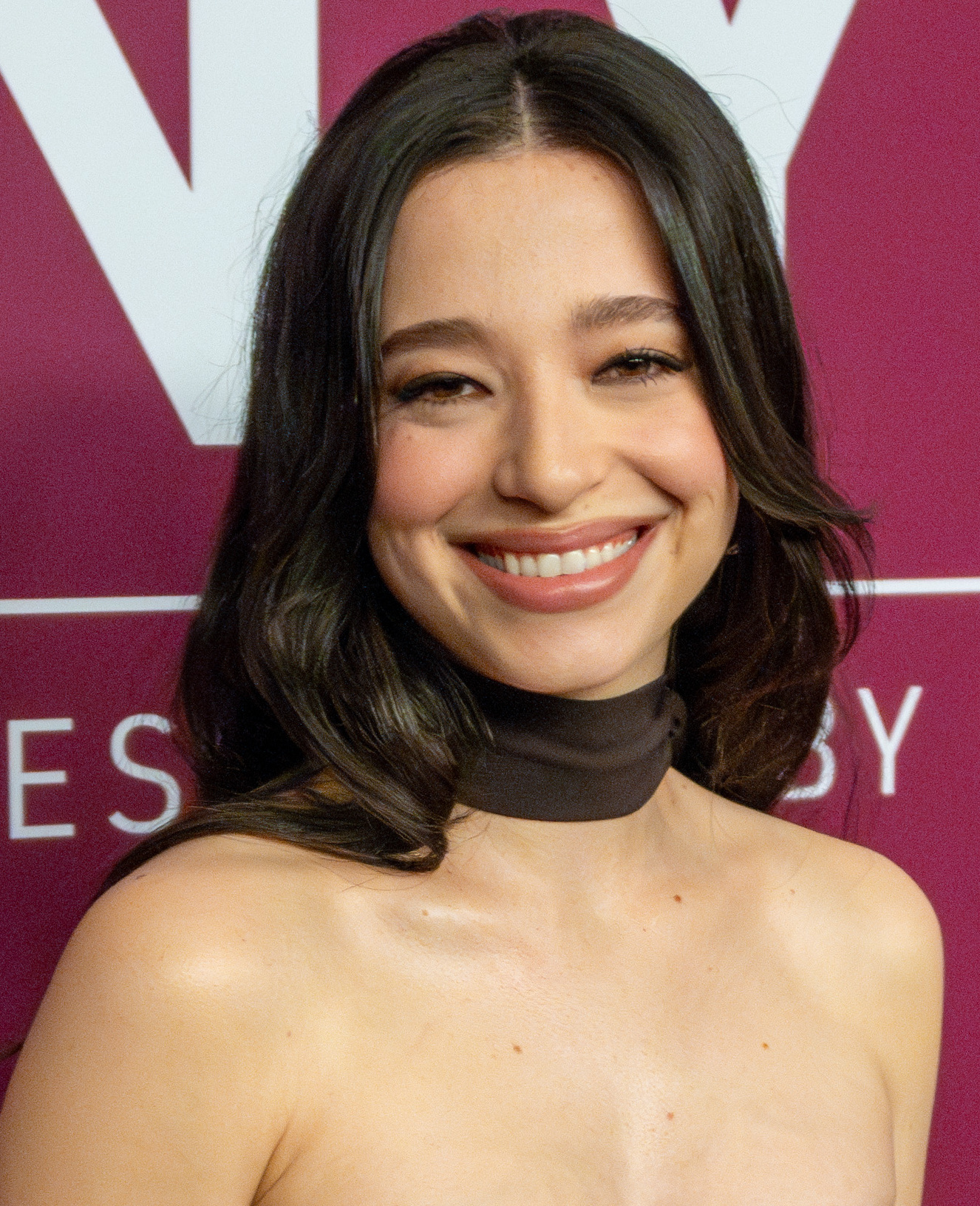
Vencedora mais recente: Mikey Madison por Anora

BAFTA de Melhor Atriz num Papel Principal (no original, em inglês: BAFTA Award for Best Actress in a Leading Role) é um prêmio entregue anualmente pela British Academy of Film and Television Arts (BAFTA) à atriz que se tenha distinguido durante o ano num papel principal em cinema.
Foi dividido anteriormente em Melhor Atriz Britânica e Melhor Atriz Estrangeira até ao ano de 1968.
Atrizes de qualquer nacionalidade são elegíveis para receber o prémio.
- † indica uma vencedora do Oscar de Melhor Atriz
- ‡ indica uma nomeada/indicada ao Oscar de Melhor Atriz
- § indica uma vencedora ou indicada ao Oscar de Melhor Atriz Coadjuvante.

## Vencedoras e indicadas

### Melhor Atriz Britânica (1953–1968)
| Ano                | Atriz                                               | Filme                                   | Personagem |
| ------------------ | --------------------------------------------------- | --------------------------------------- | ---------- |
| 1953               |                                                     |                                         |            |
| Vivien Leigh †     | A Streetcar Named Desire                            | Blanche DuBois                          |            |
| Phyllis Calvert    | Mandy                                               | Christine Garland                       |            |
| Celia Johnson      | I Believe in You                                    | Matty Matheson                          |            |
| Ann Todd           | The Sound Barrier                                   | Susan Garthwaite                        |            |
| 1954               |                                                     |                                         |            |
| Audrey Hepburn †   | Roman Holiday                                       | Princesa Ann                            |            |
| Celia Johnson      | The Captain's Paradise                              | Maud                                    |            |
| 1955               |                                                     |                                         |            |
| Yvonne Mitchell    | The Divided Heart                                   | Sonja                                   |            |
| Brenda De Banzie   | Hobson's Choice                                     | Maggie Hobson                           |            |
| Audrey Hepburn     | Sabrina                                             | Sabrina Fairchild                       |            |
| Margaret Leighton  | Carrington V.C.                                     | Valerie Carrington                      |            |
| Noelle Middleton   | Carrington V.C.                                     | Alison L. Graham                        |            |
| 1956               |                                                     |                                         |            |
| Katie Johnson      | The Ladykillers                                     | Louisa Wilberforce                      |            |
| Margaret Johnston  | Touch and Go                                        | Helen Fletcher                          |            |
| Deborah Kerr       | The End of the Affair                               | Sarah Miles                             |            |
| Margaret Lockwood  | Cast a Dark Shadow                                  | Freda Jefferies                         |            |
| 1957               |                                                     |                                         |            |
| Virginia McKenna   | A Town Like Alice                                   | Jean Paget                              |            |
| Dorothy Alison     | Reach for the Sky                                   | Enfermeira Brace                        |            |
| Audrey Hepburn     | War and Peace                                       | Natasha Rostova                         |            |
| 1958               |                                                     |                                         |            |
| Heather Sears      | The Story of Esther Costello                        | Esther Costello                         |            |
| Deborah Kerr       | Tea and Sympathy                                    | Laura Reynolds                          |            |
| Sylvia Syms        | Woman in a Dressing Gown                            | Georgie Harlow                          |            |
| 1959               |                                                     |                                         |            |
| Irene Worth        | Orders to Kill                                      | Leonie                                  |            |
| Hermione Baddeley  | Room at the Top                                     | Elspeth                                 |            |
| Karuna Banerjee    | Aparajito                                           | Sarbajaya Roy                           |            |
| Virginia McKenna   | Carve Her Name with Pride                           | Violette Szabo                          |            |
| 1960               |                                                     |                                         |            |
| Audrey Hepburn ‡   | The Nun's Story                                     | Gabrielle                               |            |
| Peggy Ashcroft     | The Nun's Story                                     | Mother Mathilde                         |            |
| Yvonne Mitchell    | Sapphire                                            | Mildred                                 |            |
| Sylvia Syms        | No Trees in the Street                              | Hetty                                   |            |
| Kay Walsh          | The Horse's Mouth                                   | Miss. Coker                             |            |
| Wendy Hiller       | Separate Tables                                     | Pat Cooper                              |            |
| 1961               |                                                     |                                         |            |
| Rachel Roberts     | Saturday Night and Sunday Morning                   | Brenda                                  |            |
| Hayley Mills       | Pollyana                                            | Pollyanna                               |            |
| Wendy Hiller       | Sons and Lovers                                     | Gertrude Morel                          |            |
| 1962               |                                                     |                                         |            |
| Dora Bryan         | A Taste of Honey                                    | Helen                                   |            |
| Deborah Kerr       | The Sundowners                                      | Ida Carmody                             |            |
| Hayley Mills       | Whistle Down the Wind                               | Kathy Bostock                           |            |
| 1963               |                                                     |                                         |            |
| Leslie Caron ‡     | The L-Shaped Room                                   | Jane Fosset                             |            |
| Virginia Maskell   | The Wild and the Willing                            | Virginia Chown                          |            |
| Janet Munro        | Life for Ruth                                       | Pat Harris                              |            |
| 1964               |                                                     |                                         |            |
| Rachel Roberts ‡   | This Sporting Life                                  | Margaret Hammond                        |            |
| Julie Christie     | Billy Liar                                          | Liz                                     |            |
| Edith Evans        | Tom Jones                                           | Miss Western                            |            |
| Sarah Miles        | The Servant                                         | Vera                                    |            |
| Barbara Windsor    | Sparrers Can't Sing                                 | Maggie Gooding                          |            |
| 1965               |                                                     |                                         |            |
| Audrey Hepburn     | Charade                                             | Regina Lampert                          |            |
| Edith Evans        | The Chalk Garden                                    | Sra. St. Maugham                        |            |
| Deborah Kerr       | The Chalk Garden                                    | Sra. Madrigal                           |            |
| Rita Tushingham    | Girl with Green Eyes                                | Kate Brady                              |            |
| 1966               |                                                     |                                         |            |
| Julie Christie †   | Darling                                             | Diana Scott                             |            |
| Julie Andrews      | The Americanization of Emily / The Sound of Music ‡ | Emily Barham / Maria                    |            |
| Maggie Smith       | Young Cassidy                                       | Nora                                    |            |
| Rita Tushingham    | The Knack...and How to Get It                       | Nancy Jones                             |            |
| 1967               |                                                     |                                         |            |
| Elizabeth Taylor † | Who's Afraid of Virginia Woolf                      | Martha                                  |            |
| Julie Christie     | Doctor Zhivago / Fahrenheit 451                     | Lara Antipova / Linda Montag / Clarisse |            |
| Lynn Redgrave ‡    | Georgy Girl                                         | Georgina "Georgy" Parkin                |            |
| Vanessa Redgrave ‡ | Morgan: A Suitable Case for Treatment               | Leonie Delt                             |            |
| 1968               |                                                     |                                         |            |
| Edith Evans ‡      | The Whisperers                                      | Sra. Ross                               |            |
| Barbara Jefford    | Ulysses                                             | Molly Bloom                             |            |
| Elizabeth Taylor   | The Taming of the Shrew                             | Katharina                               |            |

### Melhor Atriz Estrangeira (1953–1968)
| Ano                 | Atriz                                           | Filme                         | Personagem |
| ------------------- | ----------------------------------------------- | ----------------------------- | ---------- |
| 1953                |                                                 |                               |            |
| Simone Signoret     | Golden Helmet                                   | Marie                         |            |
| Edwige Feuillère    | The Pit of Loneliness                           | Julie                         |            |
| Katharine Hepburn   | Pat and Mike                                    | Patricia "Pat" Pemberton      |            |
| Judy Holliday       | The Marrying Kind                               | Florence Keefer               |            |
| Nicole Stéphane     | The Terrible Children                           | Elisabeth                     |            |
| 1954                |                                                 |                               |            |
| Leslie Caron        | Lili                                            | Lili Daurier                  |            |
| Shirley Booth †     | Come Back, Little Sheba                         | Lola Delaney                  |            |
| Marie Powers        | The Medium                                      | Flora                         |            |
| Maria Schell        | The Heart of the Matter                         | Helen Rolt                    |            |
| 1955                |                                                 |                               |            |
| Cornell Borchers    | The Divided Heart                               | Inga Hartl                    |            |
| Shirley Booth       | About Mrs. Leslie                               | Vivien Leslie                 |            |
| Judy Holliday       | Phffft                                          | Nina Tracey                   |            |
| Grace Kelly         | Dial M for Murder                               | Margot Wendice                |            |
| Gina Lollobrigida   | Pane, amore e fantasia (Bread, Love and Dreams) | Maria de Ritis                |            |
| 1956                |                                                 |                               |            |
| Betsy Blair         | Marty                                           | Clara                         |            |
| Dorothy Dandridge ‡ | Carmen Jones                                    | Carmen Jones                  |            |
| Judy Garland ‡      | A Star is Born                                  | Esther Blodgett               |            |
| Julie Harris        | I Am a Camera                                   | Sally Bowles                  |            |
| Katharine Hepburn   | Summertime                                      | Jane Hudson                   |            |
| Grace Kelly †       | The Country Girl                                | Georgie Elgin                 |            |
| Giulietta Masina    | The Road                                        | Gelsomina                     |            |
| Marilyn Monroe      | The Seven Year Itch                             | The Girl                      |            |
| 1957                |                                                 |                               |            |
| Anna Magnani †      | The Rose Tattoo                                 | Serafina Delle Rose           |            |
| Carroll Baker       | Baby Doll                                       | Baby Doll Meighan             |            |
| Eva Dahlbeck        | Smiles of a Summer Night                        | Desiree Armfeldt              |            |
| Ava Gardner         | Bhowani Junction                                | Victoria Jones                |            |
| Susan Hayward ‡     | I'll Cry Tomorrow                               | Lillian Roth                  |            |
| Shirley MacLaine    | The Trouble with Harry                          | Jennifer Rogers               |            |
| Kim Novak           | Picnic                                          | Marjorie Owens                |            |
| Marisa Pavan        | The Rose Tattoo                                 | Rose Delle Rose               |            |
| Maria Schell        | Gervaise                                        | Gervaise Macquart Coupeau     |            |
| Jean Simmons        | Guys and Dolls                                  | Sarah Brown                   |            |
| 1958                |                                                 |                               |            |
| Simone Signoret     | The Crucible                                    | Elizabeth Proctor             |            |
| Augusta Dabney      | That Night!                                     | Maggie Bowden                 |            |
| Katharine Hepburn ‡ | The Rainmaker                                   | Lizzie Curry                  |            |
| Lilli Palmer        | The Story of Anastasia                          | Anna Anderson                 |            |
| Eva Marie Saint     | A Hatful of Rain                                | Celia Pope                    |            |
| Marilyn Monroe      | The Prince and the Showgirl                     | Elsie Marina                  |            |
| Joanne Woodward †   | The Three Faces of Eve                          | Eve White                     |            |
| 1959                |                                                 |                               |            |
| Simone Signoret †   | Room at the Top                                 | Alice Aisgill                 |            |
| Ingrid Bergman      | The Inn of the Sixth Happiness                  | Gladys Aylward                |            |
| Anna Magnani ‡      | Wild Is the Wind                                | Gioia                         |            |
| Giulietta Masina    | Nights of Cabiria                               | Cabiria Ceccarelli            |            |
| Tatiana Samoilova   | The Cranes Are Flying                           | Veronika                      |            |
| Elizabeth Taylor    | Cat on a Hot Tin Roof                           | Maggie Pollitt                |            |
| Joanne Woodward     | No Down Payment                                 | Leola Boone                   |            |
| 1960                |                                                 |                               |            |
| Shirley MacLaine    | Ask Any Girl                                    | Meg Wheeler                   |            |
| Ava Gardner         | On the Beach                                    | Moira Davidson                |            |
| Susan Hayward †     | I Want to Live!                                 | Barbara Graham                |            |
| Ellie Lambeti       | A Matter of Dignity                             | Chloe Pella                   |            |
| Rosalind Russell ‡  | Auntie Mame                                     | Mame Dennis                   |            |
| 1961                |                                                 |                               |            |
| Shirley MacLaine    | The Apartment                                   | Fran Kubelik                  |            |
| Pier Angeli         | The Angry Silence                               | Anna Curtis                   |            |
| Melina Mercouri ‡   | Never on Sunday                                 | Illya                         |            |
| Emmanuelle Riva     | Hiroshima mon amour                             | Elle                          |            |
| Jean Simmons        | Elmer Gantry                                    | Sharon Falconer               |            |
| Monica Vitti        | The Adventure                                   | Claudia                       |            |
| 1962                |                                                 |                               |            |
| Sophia Loren †      | Two Women                                       | Cesira                        |            |
| Annie Girardot      | Rocco and His Brothers                          | Nadia                         |            |
| Piper Laurie ‡      | The Hustler                                     | Sarah Packard                 |            |
| Claudia McNeil      | A Raisin in the Sun                             | Lena Younger                  |            |
| Jean Seberg         | Breathless                                      | Patricia Franchini            |            |
| 1963                |                                                 |                               |            |
| Anne Bancroft †     | The Miracle Worker                              | Annie Sullivan                |            |
| Harriet Andersson   | Through a Glass Darkly                          | Katrin                        |            |
| Anouk Aimée         | Lola                                            | Lola                          |            |
| Melina Mercouri     | Phaedra                                         | Phaedra                       |            |
| Jeanne Moreau       | Jules and Jim                                   | Catherine                     |            |
| Geraldine Page ‡    | Sweet Bird of Youth                             | Alexandra del Lago            |            |
| Natalie Wood ‡      | Splendor in the Grass                           | Deanie Loomis                 |            |
| 1964                |                                                 |                               |            |
| Patricia Neal †     | Hud                                             | Alma Brown                    |            |
| Joan Crawford       | What Ever Happened to Baby Jane?                | Blanche Hudson                |            |
| Bette Davis ‡       | What Ever Happened to Baby Jane?                | Baby Jane Hudson              |            |
| Lee Remick          | Days of Wine and Roses                          | Kirsten Arnesen Clay          |            |
| Daniela Rocca       | Divorce Italian Style                           | Rosalia Cefalù                |            |
| 1965                |                                                 |                               |            |
| Anne Bancroft ‡     | The Pumpkin Eater                               | Jo Armitage                   |            |
| Kim Stanley         | Séance on a Wet Afternoon                       | Myra Savage                   |            |
| Ava Gardner         | The Night of the Iguana                         | Maxine Faulk                  |            |
| Shirley MacLaine    | Irma la Douce ‡ & What a Way to Go!             | Irma la Douce & Louisa Foster |            |
| 1966                |                                                 |                               |            |
| Patricia Neal       | In Harm's Way                                   | Maggie Haines                 |            |
| Jane Fonda          | Cat Ballou                                      | Catherine Ballou              |            |
| Lila Kedrova        | Zorba the Greek                                 | Madame Hortense               |            |
| Simone Signoret     | Ship of Fools                                   | La Condesa                    |            |
| 1967                |                                                 |                               |            |
| Jeanne Moreau       | Viva Maria!                                     | Maria I                       |            |
| Brigitte Bardot     | Viva Maria!                                     | Éliane Darrès                 |            |
| Joan Hackett        | The Group                                       | Dottie Renfrew                |            |
| Simone Signoret     | The Sleeping Car Murders                        | Maria II                      |            |
| 1968                |                                                 |                               |            |
| Anouk Aimée ‡       | A Man and a Woman                               | Anne Gauthier                 |            |
| Bibi Andersson      | Persona & My Sister, My Love                    | Alma / Charlotte              |            |
| Jane Fonda          | Barefoot in the Park                            | Corie Bratter                 |            |
| Simone Signoret     | The Deadly Affair                               | Elsa Fennan                   |            |

### Melhor Atriz num Papel Principal (1969–presente)

#### 1969–1979
| Ano                 | Atriz                                            | Filme                      | Personagem |
| ------------------- | ------------------------------------------------ | -------------------------- | ---------- |
| 1969                |                                                  |                            |            |
| Katharine Hepburn † | Guess Who's Coming to Dinner                     | Christina Drayton          |            |
| Katharine Hepburn † | The Lion in Winter                               | Leonor da Aquitânia        |            |
| Anne Bancroft ‡     | The Graduate                                     | Sra. Robinson              |            |
| Catherine Deneuve   | Beautiful of the Day                             | Séverine Serizy            |            |
| Sarah Miles         | Rachel, Rachel                                   | Rachel Cameron             |            |
| 1970                |                                                  |                            |            |
| Maggie Smith †      | The Prime of Miss Jean Brodie                    | Jean Brodie                |            |
| Mia Farrow          | Secret Ceremony                                  | Cenci                      |            |
| Mia Farrow          | John & Mary                                      | Mary                       |            |
| Mia Farrow          | Rosemary's Baby                                  | Rosemary Woodhouse         |            |
| Glenda Jackson †    | Women in Love                                    | Gudrun Brangwen            |            |
| Barbra Streisand    | Funny Girl †                                     | Fanny Brice                |            |
| Barbra Streisand    | Hello, Dolly!                                    | Dolly Gallagher Levi       |            |
| 1971                |                                                  |                            |            |
| Katharine Ross      | Butch Cassidy and the Sundance Kid               | Etta Place                 |            |
| Katharine Ross      | Tell Them Willie Boy Is Here                     | Lola                       |            |
| Jane Fonda ‡        | They Shoot Horses, Don't They?                   | Gloria Beatty              |            |
| Goldie Hawn         | Cactus Flower §                                  | Toni Simmons               |            |
| Goldie Hawn         | There's a Girl in My Soup                        | Marie                      |            |
| Sarah Miles         | Ryan's Daughter                                  | Rosy Ryan                  |            |
| 1972                |                                                  |                            |            |
| Glenda Jackson ‡    | Sunday Bloody Sunday                             | Alex Greville              |            |
| Lynn Carlin         | Taking Off                                       | Lynn Tyne                  |            |
| Julie Christie      | The Go-Between                                   | Marian                     |            |
| Jane Fonda †        | Klute                                            | Bree Daniels               |            |
| Nanette Newman      | The Raging Moon                                  | Jill Matthews              |            |
| 1973                |                                                  |                            |            |
| Liza Minnelli †     | Cabaret                                          | Sally Bowles               |            |
| Stéphane Audran     | The Butcher                                      | Hélène                     |            |
| Anne Bancroft       | Young Winston                                    | Randolph Churchill         |            |
| Dorothy Tutin       | Savage Messiah                                   | Sophie Brzeska             |            |
| 1974                |                                                  |                            |            |
| Stéphane Audran     | Just Before Nightfall                            | Hélène Masson              |            |
| Stéphane Audran     | The Discreet Charm of the Bourgeoisie            | Alice Sénéchal             |            |
| Julie Christie      | Don't Look Now                                   | Laura Baxter               |            |
| Glenda Jackson †    | A Touch of Class                                 | Vicki Allessio             |            |
| Diana Ross ‡        | Lady Sings the Blues                             | Billie Holiday             |            |
| 1975                |                                                  |                            |            |
| Joanne Woodward ‡   | Summer Wishes, Winter Dreams                     | Rita Walden                |            |
| Faye Dunaway ‡      | Chinatown                                        | Evelyn Mulwray             |            |
| Barbra Streisand ‡  | The Way We Were                                  | Katie Morosky              |            |
| Cicely Tyson        | The Autobiography of Miss Jane Pittman           | Jane Pittmann              |            |
| 1976                |                                                  |                            |            |
| Ellen Burstyn †     | Alice Doesn't Live Here Anymore                  | Alice Hyatt                |            |
| Anne Bancroft       | The Prisoner of Second Avenue                    | Edna Edison                |            |
| Valerie Perrine     | Lenny                                            | Honey Harlow               |            |
| Liv Ullmann         | Scener ur ett äktenskap (Scenes from a Marriage) | Marianne                   |            |
| 1977                |                                                  |                            |            |
| Louise Fletcher †   | One Flew Over the Cuckoo's Nest                  | Enfermeira Mildred Ratched |            |
| Lauren Bacall       | The Shootist                                     | Bond Rogers                |            |
| Rita Moreno         | The Ritz                                         | Googie Gomez               |            |
| Liv Ullmann ‡       | Ansikte mot ansikte (Face to Face)               | Jane Isaksson              |            |
| 1978                |                                                  |                            |            |
| Diane Keaton †      | Annie Hall                                       | Annie Hall                 |            |
| Faye Dunaway †      | Network                                          | Diana Christensen          |            |
| Shelley Duvall      | 3 Women                                          | Millie Lammoreaux          |            |
| Lily Tomlin         | The Late Show                                    | Margo Sperling             |            |
| 1979                |                                                  |                            |            |
| Jane Fonda ‡        | Julia                                            | Lillian Hellman            |            |
| Anne Bancroft ‡     | The Turning Point                                | Emma Jacklin               |            |
| Jill Clayburgh ‡    | An Unmarried Woman                               | Erica Benton               |            |
| Marsha Mason ‡      | The Goodbye Girl                                 | Paula McFadden             |            |

#### 1980-1989
| Ano                 | Atriz                               | Filme                | Personagem |
| ------------------- | ----------------------------------- | -------------------- | ---------- |
| 1980                |                                     |                      |            |
| Jane Fonda ‡        | The China Syndrome                  | Kimberly Wells       |            |
| Diane Keaton        | Manhattan                           | Mary Wilkie          |            |
| Maggie Smith §      | California Suite                    | Diana Barrie         |            |
| Meryl Streep §      | The Deer Hunter                     | Linda                |            |
| 1981                |                                     |                      |            |
| Judy Davis          | My Brilliant Career                 | Sybylla Melvyn       |            |
| Shirley MacLaine    | Being There                         | Eve Rand             |            |
| Bette Midler ‡      | The Rose                            | Mary Rose Foster     |            |
| Meryl Streep §      | Kramer vs. Kramer                   | Joanna Kramer        |            |
| 1982                |                                     |                      |            |
| Meryl Streep ‡      | The French Lieutenant's Woman       | Anna / Sara Woodruff |            |
| Mary Tyler Moore ‡  | Ordinary People                     | Beth Jarrett         |            |
| Maggie Smith        | Quartet                             | Lois Heidler         |            |
| Sissy Spacek †      | Coal Miner's Daughter               | Loretta Lynn         |            |
| 1983                |                                     |                      |            |
| Katharine Hepburn † | On Golden Pond                      | Ethel Thayler        |            |
| Diane Keaton ‡      | Reds                                | Louise Bryant        |            |
| Jennifer Kendal     | 36 Chowringhee Lane                 | Violet Stoneham      |            |
| Sissy Spacek ‡      | Missing                             | Beth Horman          |            |
| 1984                |                                     |                      |            |
| Julie Walters ‡     | Educating Rita                      | Rita                 |            |
| Jessica Lange §     | Tootsie                             | Julie Nichols        |            |
| Phyllis Logan       | Another Time, Another Place         | Janie                |            |
| Meryl Streep †      | Sophie's Choice                     | Sophie Zawistowska   |            |
| 1985                |                                     |                      |            |
| Maggie Smith        | A Private Function                  | Joyce Chilvers       |            |
| Shirley MacLaine †  | Terms of Endearment                 | Aurora Greenaway     |            |
| Helen Mirren        | Cal                                 | Marcella             |            |
| Meryl Streep ‡      | Silkwood                            | Karen Silkwood       |            |
| 1986                |                                     |                      |            |
| Peggy Ashcroft §    | A Passage to India                  | Sra. Moore           |            |
| Mia Farrow          | The Purple Rose of Cairo            | Cecilia              |            |
| Kelly McGillis      | Witness                             | Rachel Lapp          |            |
| Alexandra Pigg      | Letter to Brezhnev                  | Elaine               |            |
| 1987                |                                     |                      |            |
| Maggie Smith §      | A Room with a View                  | Charlotte Bartlett   |            |
| Mia Farrow          | Hannah and Her Sisters              | Hannah               |            |
| Meryl Streep ‡      | Out of Africa                       | Karen Blixen         |            |
| Cathy Tyson         | Mona Lisa                           | Simone               |            |
| 1988                |                                     |                      |            |
| Anne Bancroft       | 84 Charing Cross Road               | Helene Hanff         |            |
| Emily Lloyd         | Wish You Were Here                  | Lynda Mansell        |            |
| Sarah Miles         | Hope and Glory                      | Grace Rowan          |            |
| Julie Walters       | Personal Services                   | Christine Painter    |            |
| 1989                |                                     |                      |            |
| Maggie Smith        | The Lonely Passion of Judith Hearne | Judith Hearne        |            |
| Stéphane Audran     | Babette's Feast                     | Babette Hersant      |            |
| Cher †              | Moonstruck                          | Loretta Castorini    |            |
| Jamie Lee Curtis    | A Fish Called Wanda                 | Wanda Gershwitz      |            |

#### 1990-1999
| Ano                    | Atriz                      | Filme                            | Personagem |
| ---------------------- | -------------------------- | -------------------------------- | ---------- |
| 1990                   |                            |                                  |            |
| Pauline Collins ‡      | Shirley Valentine          | Shirley Valentine                |            |
| Glenn Close ‡          | Dangerous Liaisons         | Marquesa Isabelle de Merteuil    |            |
| Jodie Foster †         | The Accused                | Sarah Tobias                     |            |
| Melanie Griffith ‡     | Working Girl               | Tess McGill                      |            |
| 1991                   |                            |                                  |            |
| Jessica Tandy †        | Driving Miss Daisy         | Daisy Werthan                    |            |
| Shirley MacLaine       | Postcards from the Edge    | Doris Mann                       |            |
| Michelle Pfeiffer ‡    | The Fabulous Baker Boys    | Susie Diamond                    |            |
| Julia Roberts ‡        | Pretty Woman               | Vivian Ward                      |            |
| 1992                   |                            |                                  |            |
| Jodie Foster †         | The Silence of the Lambs   | Clarice Starling                 |            |
| Geena Davis ‡          | Thelma & Louise            | Thelma Elizabeth Dickinson       |            |
| Susan Sarandon ‡       | Thelma & Louise            | Louise Yvonne Sawyer             |            |
| Juliet Stevenson       | Truly, Madly, Deeply       | Nina                             |            |
| 1993                   |                            |                                  |            |
| Emma Thompson †        | Howards End                | Margaret Schlegel                |            |
| Judy Davis             | Husbands and Wives         | Sally                            |            |
| Tara Morice            | Strictly Ballroom          | Fran                             |            |
| Jessica Tandy §        | Fried Green Tomatoes       | Ninny Threadgoode                |            |
| 1994                   |                            |                                  |            |
| Holly Hunter †         | The Piano                  | Ada McGrath                      |            |
| Miranda Richardson ‡   | Tom & Viv                  | Vivienne Haigh-Wood              |            |
| Emma Thompson ‡        | The Remains of the Day     | Sarah Kenton                     |            |
| Debra Winger           | Shadowlands                | Joy Davidman Gresham             |            |
| 1995                   |                            |                                  |            |
| Susan Sarandon ‡       | The Client                 | Regina "Reggie" Love             |            |
| Linda Fiorentino       | The Last Seduction         | Bridget Gregory                  |            |
| Irène Jacob            | Three Colors: Red          | Valentine Dusot                  |            |
| Uma Thurman §          | Pulp Fiction               | Mia Wallace                      |            |
| 1996                   |                            |                                  |            |
| Emma Thompson ‡        | Sense and Sensibility      | Elinor Dashwood                  |            |
| Nicole Kidman          | To Die For                 | Suzanne Stone-Maretto            |            |
| Helen Mirren §         | The Madness of King George | Rainha Charlotte                 |            |
| Elisabeth Shue ‡       | Leaving Las Vegas          | Sera                             |            |
| 1997                   |                            |                                  |            |
| Brenda Blethyn ‡       | Secrets & Lies             | Cynthia Rose Purley              |            |
| Frances McDormand †    | Fargo                      | Marge Gunderson                  |            |
| Kristin Scott Thomas ‡ | The English Patient        | Katharine Clifton                |            |
| Emily Watson ‡         | Breaking the Waves         | Bess McNeill                     |            |
| 1998                   |                            |                                  |            |
| Judi Dench ‡           | Mrs. Brown                 | Rainha Vitória do Reino Unido    |            |
| Kim Basinger §         | L.A. Confidential          | Lynn Bracken                     |            |
| Helena Bonham Carter ‡ | The Wings of the Dove      | Kate Croy                        |            |
| Kathy Burke            | Nil by Mouth               | Valerie                          |            |
| 1999                   |                            |                                  |            |
| Cate Blanchett ‡       | Elizabeth                  | Rainha Elizabeth I da Inglaterra |            |
| Jane Horrocks          | Little Voice               | Laurie Hoff / Little Voice       |            |
| Gwyneth Paltrow †      | Shakespeare in Love        | Viola De Lesseps                 |            |
| Emily Watson ‡         | Hilary and Jackie          | Jacqueline du Pré                |            |

#### 2000-2009
| Ano                  | Atriz                                 | Filme                              | Personagem |
| -------------------- | ------------------------------------- | ---------------------------------- | ---------- |
| 2000                 |                                       |                                    |            |
| Annette Bening ‡     | American Beauty                       | Carolyn Burnham                    |            |
| Linda Bassett        | East is East                          | Ella Khan                          |            |
| Julianne Moore ‡     | The End of the Affair                 | Sarah Miles                        |            |
| Emily Watson         | Angela's Ashes                        | Angela Sheehan McCourt             |            |
| 2001                 |                                       |                                    |            |
| Julia Roberts †      | Erin Brockovich                       | Erin Brockovich                    |            |
| Juliette Binoche ‡   | Chocolat                              | Vivian Rocher                      |            |
| Kate Hudson §        | Almost Famous                         | Penny Lane                         |            |
| Hilary Swank †       | Boys Don't Cry                        | Brandon Teena                      |            |
| Michelle Yeoh        | Crouching Tiger, Hidden Dragon        | Yu Shu Lien                        |            |
| 2002                 |                                       |                                    |            |
| Judi Dench ‡         | Iris                                  | Iris Murdoch                       |            |
| Nicole Kidman        | The Others                            | Grace Stewart                      |            |
| Sissy Spacek ‡       | In the Bedroom                        | Ruth Fowler                        |            |
| Audrey Tautou        | Amélie                                | Amélie Poulain                     |            |
| Renée Zellweger ‡    | Bridget Jones's Diary                 | Bridget Jones                      |            |
| 2003                 |                                       |                                    |            |
| Nicole Kidman †      | The Hours                             | Virginia Woolf                     |            |
| Halle Berry †        | Monster's Ball                        | Leticia Musgrove                   |            |
| Salma Hayek ‡        | Frida                                 | Frida Kahlo                        |            |
| Meryl Streep         | The Hours                             | Clarissa Vaughan                   |            |
| Renée Zellweger ‡    | Chicago                               | Roxie Hart                         |            |
| 2004                 |                                       |                                    |            |
| Scarlett Johansson   | Lost in Translation                   | Charlotte                          |            |
| Scarlett Johansson   | Girl with a Pearl Earring             | Griet                              |            |
| Anne Reid            | The Mother                            | May                                |            |
| Uma Thurman          | Kill Bill Vol. 1                      | Beatrix Kiddo / A Noiva            |            |
| Naomi Watts ‡        | 21 Grams                              | Christina Peck                     |            |
| 2005                 |                                       |                                    |            |
| Imelda Staunton ‡    | Vera Drake                            | Vera Drake                         |            |
| Charlize Theron †    | Monster                               | Aileen Wuornos                     |            |
| Kate Winslet         | Finding Neverland                     | Sylvia Llewelyn Davies             |            |
| Kate Winslet ‡       | Eternal Sunshine of the Spotless Mind | Clementine Kruczynski              |            |
| Ziyi Zhang           | House of Flying Daggers               | Mei                                |            |
| 2006                 |                                       |                                    |            |
| Reese Whiterspoon †  | Walk the Line                         | June Carter Cash                   |            |
| Judi Dench ‡         | Mrs. Henderson Presents               | Laura Henderson                    |            |
| Charlize Theron ‡    | North Country                         | Josey Aimes                        |            |
| Rachel Weisz §       | The Constant Gardener                 | Tessa Quayle                       |            |
| Ziyi Zhang           | Memoirs of a Gueisha                  | Chiyo Sakamoto / Sayuri Nitta      |            |
| 2007                 |                                       |                                    |            |
| Helen Mirren †       | The Queen                             | Rainha Elizabeth II do Reino Unido |            |
| Penélope Cruz ‡      | Volver                                | Raimunda                           |            |
| Judi Dench ‡         | Notes on a Scandal                    | Barbara Covett                     |            |
| Meryl Streep ‡       | The Devil Wears Prada                 | Miranda Priestly                   |            |
| Kate Winslet ‡       | Little Children                       | Sarah Pierce                       |            |
| 2008                 |                                       |                                    |            |
| Marion Cotillard †   | La Vie En Rose                        | Edith Piaf                         |            |
| Cate Blanchett ‡     | Elizabeth: The Golden Age             | Rainha Elizabeth I da Inglaterra   |            |
| Julie Christie ‡     | Away from Her                         | Fiona Anderson                     |            |
| Keira Knightley      | Atonement                             | Cecilia Tallis                     |            |
| Elliot Page ‡        | Juno                                  | Juno MacGuff                       |            |
| 2009                 |                                       |                                    |            |
| Kate Winslet †       | The Reader                            | Hanna Schmitz                      |            |
| Angelina Jolie ‡     | Changeling                            | Christine Collins                  |            |
| Kristin Scott Thomas | I've Loved You So Long                | Juliette Fontaine                  |            |
| Meryl Streep ‡       | Doubt                                 | Irmã Aloysius Beauvier             |            |
| Kate Winslet         | Revolutionary Road                    | April Wheeler                      |            |

#### 2010-2019
| Ano                 | Atriz                                     | Filme                           | Personagem |
| ------------------- | ----------------------------------------- | ------------------------------- | ---------- |
| 2010                |                                           |                                 |            |
| Carey Mulligan ‡    | An Education                              | Jenny Mellor                    |            |
| Saoirse Ronan       | The Lovely Bones                          | Susan "Susie" Salmon            |            |
| Gabourey Sidibe ‡   | Precious                                  | Claireece "Precious" Jones      |            |
| Meryl Streep ‡      | Julie & Julia                             | Julia Child                     |            |
| Audrey Tautou       | Coco Before Chanel                        | Coco Chanel                     |            |
| 2011                |                                           |                                 |            |
| Natalie Portman †   | Black Swan                                | Nina Sayers                     |            |
| Annette Bening ‡    | The Kids Are All Right                    | Nicole "Nic" Allgood            |            |
| Julianne Moore      | The Kids Are All Right                    | Julianna "Jules" Allgood        |            |
| Noomi Rapace        | The Girl with the Dragon Tattoo           | Lisbeth Salander                |            |
| Hailee Steinfeld §  | True Grit                                 | Mattie Ross                     |            |
| 2012                |                                           |                                 |            |
| Meryl Streep †      | The Iron Lady                             | Margaret Thatcher               |            |
| Bérénice Bejo §     | The Artist                                | Peppy Miller                    |            |
| Viola Davis ‡       | The Help                                  | Aibileen Clark                  |            |
| Tilda Swinton       | We Need to Talk About Kevin               | Eva Katchadourian               |            |
| Michelle Williams ‡ | My Week with Marilyn                      | Marilyn Monroe                  |            |
| 2013                |                                           |                                 |            |
| Emmanuelle Riva ‡   | Amour                                     | Anne Laurent                    |            |
| Jessica Chastain ‡  | Zero Dark Thirty                          | Maya                            |            |
| Marion Cotillard    | Rust and Bone                             | Stéphanie                       |            |
| Jennifer Lawrence † | Silver Linings Playbook                   | Tiffany Maxwell                 |            |
| Helen Mirren        | Hitchcock                                 | Alma Reville                    |            |
| 2014                |                                           |                                 |            |
| Cate Blanchett †    | Blue Jasmine                              | Jeanette "Jasmine" Francis      |            |
| Amy Adams ‡         | American Hustle                           | Sydney Prosser / Edith Greensly |            |
| Sandra Bullock ‡    | Gravity                                   | Dra. Ryan Stone                 |            |
| Judi Dench ‡        | Philomena                                 | Philomena Lee                   |            |
| Emma Thompson       | Saving Mr. Banks                          | P.L. Travers                    |            |
| 2015                |                                           |                                 |            |
| Julianne Moore †    | Still Alice                               | Dra. Alice Howland              |            |
| Amy Adams           | Big Eyes                                  | Margaret Keane                  |            |
| Felicity Jones ‡    | The Theory of Everything                  | Jane Wilde Hawking              |            |
| Rosamund Pike ‡     | Gone Girl                                 | Amy Elliott-Dunne               |            |
| Reese Witherspoon ‡ | Wild                                      | Cheryl Strayed                  |            |
| 2016                |                                           |                                 |            |
| Brie Larson †       | Room                                      | Joy "Ma" Newsome                |            |
| Cate Blanchett ‡    | Carol                                     | Carol Aird                      |            |
| Saoirse Ronan ‡     | Brooklyn                                  | Eilis Lacey                     |            |
| Maggie Smith        | The Lady in the Van                       | Miss Mary Shepherd              |            |
| Alicia Vikander §   | The Danish Girl                           | Gerda Wegener                   |            |
| 2017                |                                           |                                 |            |
| Emma Stone †        | La La Land                                | Mia Dolan                       |            |
| Amy Adams           | Arrival                                   | Dra. Louise Banks               |            |
| Emily Blunt         | The Girl on the Train                     | Rachel Watson                   |            |
| Natalie Portman ‡   | Jackie                                    | Jacqueline Kennedy              |            |
| Meryl Streep ‡      | Florence Foster Jenkins                   | Florence Foster Jenkins         |            |
| 2018                |                                           |                                 |            |
| Frances McDormand † | Three Billboards Outside Ebbing, Missouri | Mildred Hayes                   |            |
| Annette Bening      | Film Stars Don't Die in Liverpool         | Gloria Grahame                  |            |
| Margot Robbie ‡     | I, Tonya                                  | Tonya Harding                   |            |
| Sally Hawkins ‡     | The Shape of Water                        | Elisa Esposito                  |            |
| Saoirse Ronan ‡     | Lady Bird                                 | Christine "Lady Bird" McPherson |            |
| 2019                |                                           |                                 |            |
| Olivia Colman †     | The Favourite                             | Ana da Grã-Bretanha\|           |            |
| Glenn Close ‡       | The Wife                                  | Joan Castleman                  |            |
| Lady Gaga ‡         | A Star Is Born                            | Ally Maine                      |            |
| Melissa McCarthy ‡  | Can You Ever Forgive Me?                  | Lee Israel                      |            |
| Viola Davis         | Widows                                    | Veronica Rawlings               |            |

#### 2020–presente
| Ano                    | Atriz                                                   | Filme                                       | Personagem |
| ---------------------- | ------------------------------------------------------- | ------------------------------------------- | ---------- |
| 2020                   |                                                         |                                             |            |
| Renée Zellweger †      | Judy                                                    | Judy Garland                                |            |
| Charlize Theron ‡      | Bombshell                                               | Megyn Kelly                                 |            |
| Saoirse Ronan ‡        | Little Women                                            | Josephine "Jo" March                        |            |
| Scarlett Johansson ‡   | Marriage Story                                          | Nicole Barber                               |            |
| Jessie Buckley         | Wild Rose                                               | Rose-Lynn Harlan                            |            |
| 2021                   |                                                         |                                             |            |
| Frances McDormand †    | Nomadland                                               | Fern                                        |            |
| Bukky Bakray           | Rocks                                                   | Olushola "Rocks" Omotoso                    |            |
| Radha Blank            | The Forty-Year-Old Version                              | Radha Blank                                 |            |
| Vanessa Kirby ‡        | Pieces of a Woman                                       | Martha Weiss                                |            |
| Wunmi Mosaku           | His House                                               | Rial Majur                                  |            |
| Alfre Woodard          | Clemency                                                | Bernardine Williams                         |            |
| 2022                   |                                                         |                                             |            |
| Joanna Scanlan         | After Love                                              | Mary Hussain                                |            |
| Lady Gaga              | House of Gucci                                          | Patrizia Reggiani                           |            |
| Alana Haim             | Licorice Pizza                                          | Alana Kane                                  |            |
| Emilia Jones           | CODA                                                    | Ruby Rossi                                  |            |
| Renate Reinsve         | Verdens verste menneske (The Worst Person in the World) | Julie                                       |            |
| Tessa Thompson         | Passing                                                 | Irene Redfield                              |            |
| 2023                   |                                                         |                                             |            |
| Cate Blanchett ‡       | Tár                                                     | Lydia Tár                                   |            |
| Michelle Yeoh †        | Everything Everywhere All at Once                       | Evelyn Quan Wang                            |            |
| Ana de Armas ‡         | Blonde                                                  | Norma Jeane Mortensen/ Marilyn Monroe       |            |
| Viola Davis            | The Woman King                                          | General Nanisca                             |            |
| Emma Thompson          | Good Luck to You, Leo Grande                            | Nancy Stokes / Susan Robinson               |            |
| Danielle Deadwyler     | Till                                                    | Mamie Till-Bradley                          |            |
| 2024                   |                                                         |                                             |            |
| Emma Stone †           | Poor Things                                             | Bella Baxter                                |            |
| Fantasia Barrino       | The Color Purple                                        | Celie Harris-Johnson                        |            |
| Sandra Hüller ‡        | Anatomie d'une chute (Anatomy of a Fall)                | Sandra Voyter                               |            |
| Carey Mulligan ‡       | Maestro                                                 | Felicia Montealegre                         |            |
| Margot Robbie          | Barbie                                                  | Barbie                                      |            |
| Vivian Oparah          | Rye Lane                                                | Yas                                         |            |
| 2025                   |                                                         |                                             |            |
| Mikey Madison ‡        | Anora                                                   | Anora                                       |            |
| Cynthia Erivo ‡        | Wicked                                                  | Elphaba Thropp                              |            |
| Demi Moore ‡           | The Substance                                           | Elisabeth Sparkle                           |            |
| Karla Sofía Gascón ‡   | Emilia Pérez                                            | Emilia Pérez / Juan "Small Hands" Del Monte |            |
| Marianne Jean-Baptiste | Hard Truths                                             | Pansy Deacon                                |            |
| Saoirse Ronan          | The Outrun                                              | Rona                                        |            |